# Георги Карамихайлов
Георги Кюртов Карамихайлов – Гецата е български анархист, анархо-сидикалист и журналист.
Георги Карамихайлов е бежанец от Тракия и през целия си живот е тютюноработник, печатарски работник и др. Нямайки възможност да посещава училище и затова остава само с първоначално образование, но по пътя на самообразованието постига толкова много, че тези, които беседват с него или го слушат, или четат написаното от него, остават с впечатлението, че пред себе си имат високообразован човек, който е завършил най-малко два факултета. Гецата поразява не само с многото си знания и с умението си да пише и говори хубаво, но и с изключителната си свежа памет. Преди Девети септември 1944 година лежи в затвора заради анархистическите си убеждения, а след това е един от концлагеристите с най-дълъг стаж. Тих и скромен, в живота си той проявява изключителна последователност, безкомпромисност и твърдост в разбирания и поведение.
През октомври 1944 г. в София се решава официално възобновяване на Федерацията на анархо-комунистите и издаване на неин орган вестник „Работническа мисъл“.
Избран федеративен секретариат и редактор на „Работническа мисъл“ и редакционна комисия, в която е поставен Борислав Менков. Двамата видни анархисти отговарят за отпечатването на вестника като орган на Федерацията. След възобновяването през 1944 г. под редакцията на Георги Карамихайлов вестника „Работническа мисъл“ твърдо отстоява идеите на анархо-комунизма, остро критикува БКП и новата „народна власт“. Позицията на изданието се запазва като антикапиталистическа и антифашистка, но също така антимилитаристическа и антисъветска. Вестникът достига тираж 30 хиляди, като само липсата на хартия пречи да е повече. Милицията и Държавна сигурност системно изземват, цензурират и конфискуват вестника, а истинска паника настъпва, когато броеве от него са намерени в съветски войници от намиращите се на българска територия части на Червената армия. През 1945 вестникът е забранен от „народната власт“ и унищожен.
Георги Карамихайлов почива на 29 май през 1988 г. в София.